# Christasha McNeil
Christasha McNeil (* 3. Oktober 2006) ist eine US-amerikanische Tennisspielerin.

## Karriere
Im August 2022 stand sie im Finale des U16-Wettbewerbs der USTA Billie Jean King National Championships, wo sie im Finale Alyssa Ahn mit 2:6 und 3:6 unterlag.
Im Juli 2023 gewann McNeil die USTA Meisterschaften der U18 und erhielt eine Wildcard für den Juniorinnenwettbewerb der US Open 2023. Sie verlor im Juniorinneneinzel nur knapp gegen die an Position 16 gesetzte Charo Esquiva Bañuls in drei Sätzen mit 3:6, 7:5 und 5:7.
2024 erhielt sie im März eine Wildcard für die Qualifikation zum Hauptfeld im Dameneinzel der BNP Paribas Open, ihrem ersten Turnier der WTA Tour. Sie verlor bei dem mit insgesamt über neun Millionen US-Dollar dotierten WTA 1000 Turnier nur knapp in drei Sätzen gegen Bernarda Pera mit 7:5, 2:6 und 6:76. In Wimbledon qualifizierte sie sich für das Hauptfeld im Juniorinneneinzel, wo sie in der ersten Runde mit 2:6 und 3:6 gegen die topgesetzte Renáta Jamrichová verlor. Im Juniorinnendoppel unterlag sie mit ihrer Partnerin Mia Pohánková in der ersten Runde dem kasachischen Doppel Asylzhan Arystanbekowa und Sonja Zhiyenbayeva mit 6:75 und 6:73. Bei den US Open qualifizierte sie sich ebenfalls für das Hauptfeld im Juniorinnendoppel. Sie konnte mit einem 7:5 und 7:68 Sieg über Luna Maria Cinalli in die zweite Runde einziehen, unterlag dort dann jedoch Mingge Xu mit 6:4, 5:7 und 2:6. Im Juniorinnendoppel erreichte sie mit ihrer Partnerin Capucine Jauffret das Viertelfinale.
2025 konnte sie im März ihre ersten ITF-Titel gewinnen.

### College Tennis
Im November 2024 gab die University of Texas at Austin bekannt, dass McNeil ab Herbst 2025 für das Damentennisteam der Texas Longhorns spielen wird.

## Turniersiege

### Einzel
| Nr. | Datum         | Turnier  | Kategorie | Belag             | Finalgegnerin  | Ergebnis |
| --- | ------------- | -------- | --------- | ----------------- | -------------- | -------- |
| 1.  | 16. März 2025 | Montreal | ITF W15   | Hartplatz (Halle) | Emily Appleton | 6:4, 6:4 |

### Doppel
| Nr. | Datum        | Turnier        | Kategorie | Belag             | Partnerin         | Finalgegnerinnen      | Ergebnis         |
| --- | ------------ | -------------- | --------- | ----------------- | ----------------- | --------------------- | ---------------- |
| 1.  | 8. März 2025 | Trois-Rivieres | ITF W15   | Hartplatz (Halle) | Elizabeth Ionescu | Dasha Ivanova Amy Zhu | 6:2: 2:6, [10:2] |